# Saison 1987-1988 du FC Lorient
Chronologie
Saison précédente Saison suivante
La saison 1987-1988 du FC Lorient voit le club évoluer dans le championnat de France de football de Division 2.

## Effectif
| N° | Nom                  | Poste          | Naissance         | Nationalité sportive | Dernier club     |
| 1  | Rémy Le Boulch       | Gardien        | 17 mars 1964      | France               | Stade Quimperois |
| 2  | Didier Le Tallec     | Arrière droit  | 2 février 1961    | France               | Formé au club    |
| 3  | Éric Nicol           | Arrière gauche | 27 mars 1967      | France               | FC Sochaux       |
| 4  | Michel Le Lay        | Stoppeur       | 21 avril 1964     | France               | Formé au club    |
| 5  | Jean-Jacques Marx    | Libero         | 23/05/1957        | France               | RC Strasbourg    |
| 6  | Georges Van Straelen | Milieu         | 10 décembre 1956  | France               | RC Strasbourg    |
| 7  | Jean-Charles David   | Attaquant      | 26 décembre 1964  | France               | US Montagnarde   |
| 8  | José Belchior        | Ailier         | 14 novembre 1960  | France               | USM Malakoff     |
| 9  | Claude Colas         | Avant centre   | 16 mars 1962      | France               | EA Guingamp      |
| 10 | Bernard Mahmoud      | Milieu         | 12 décembre 1961  | France               | AS Bézier        |
| 11 | Jacky Charrier       | Ailier         | 2 juillet 1962    | France               | Stade rennais    |
|    | Christophe Le Roux   | Milieu         | 7 mars 1969       | France               | Formé au club    |
|    | Patrice Ségura       | Attaquant      | 24 mai 1961       | France               | Amiens SC        |
|    | Frédéric Jehel       | Ailier droit   | 13 juin 1961      | France               | USM Malakoff     |
|    | Stéphane Prado       | Milieu         | 9 juin 1959       | France               | US Montagnarde   |
|    | Alain Thiboult       | Milieu         | 13 mai 1957       | France               | EA Guingamp      |
|    | Gilles Hado          | Arrière        | 11 septembre 1964 | France               | FC Nantes        |
|    | Paul Guillou         | Arrière        | 2 août 1963       | France               | Véloce vannetais |
|    | Gilles Gomis         | Attaquant      | 15 septembre 1964 | France               | Le Mans UC       |
|    | Stéphane Le Garrec   | Gardien        | 7 avril 1969      | France               | Formé au club    |
|    | Gilles Kerhuiel      | Arrière        | 12 mars 1969      | France               | Formé au club    |
|    | Pascal Robin         | Attaquant      | 9 septembre 1967  | France               | Formé au club    |
|    | Jocelyn Gourvennec   | Milieu         | 22 mars 1972      | France               | Formé au club    |
|    | Yves Bouger          | Arrière        | 9 janvier 1970    | France               | Formé au club    |
|    | David Le Goff        |                |                   | France               | Formé au club    |

### Dirigeants
- Jean-Maurice Besnard, président
- Marcel Poezevara,  Pierre Eveno, vice-présidents
- Noël Le Marrec, secrétaire général
- Alexis Lefevre, trésorier

### Staff technique
- Claude Le Calloch puis  Alain Thiboult, entraîneur

## Matchs

### Division 2

#### Résultats
| Date              | Journée | Adversaire          | Lieu | Score | Buteurs                                     | Class. | Points | Public            |
| 18 juillet 1987   | J01     | FC Rouen            | Ext. | 4 - 2 | Mahmoud 52e 73e                             | 15e    | 0      | 4 482             |
| 25 juillet 1987   | J02     | AEPB La Roche       | Dom. | 0 - 0 |                                             | 14e    | 1      | 3 917             |
| 1er août 1987     | J03     | EA Guingamp         | Ext. | 1 - 1 | Charrier 5e                                 | 16e    | 2      | 3 549             |
| 8 août 1987       | J04     | Valenciennes AC     | Ext. | 2 - 2 | Charrier 45e, Mahmoud 54e                   | 13e    | 3      | 3 500             |
| 15 août 1987      | J05     | Melun-Fontainebleau | Dom. | 1 - 1 | Mahmoud 90e                                 | 12e    | 4      | 4 395             |
| 19 août 1987      | J06     | Stade de Reims      | Ext. | 1 - 3 | Mahmoud 9e, Charrier 56e, Segura 74e        | 7e     | 6      | 4 991 + 664 scol  |
| 22 août 1987      | J07     | SM Caen             | Dom. | 0 - 2 |                                             | 12e    | 6      | 5 540             |
| 29 août 1987      | J08     | Stade Quimpérois    | Ext. | 2 - 3 | Charrier 44e David 60e 87e                  | 9e     | 8      | 6 808             |
| 2 septembre 1987  | J09     | SCO Angers          | Dom. | 0 - 2 |                                             | 11e    | 8      | 5 854             |
| 11 septembre 1987 | J10     | AS Beauvais         | Ext. | 0 - 0 |                                             | 11e    | 9      | 1 678             |
| 26 septembre 1987 | J11     | FC Mulhouse         | Dom. | 1 - 1 | Nicol 56e                                   | 9e     | 10     | 5 600             |
| 3 octobre 1987    | J12     | Abbeville           | Ext. | 2 - 1 | Mahmoud 89e                                 | 12e    | 10     | 2 693             |
| 7 octobre 1987    | J13     | Stade rennais       | Dom. | 0 - 0 |                                             | 13e    | 11     | 7 048             |
| 17 octobre 1987   | J14     | Dunkerque           | Ext. | 3 - 1 | Nicol 87e                                   | 14e    | 11     | 768               |
| 24 octobre 1987   | J15     | AS Nancy-Lorraine   | Dom. | 3 - 1 | Mahmoud 54e sur pén, Marx 63e, Charrier 89e | 12e    | 13     | 3 055             |
| 31 octobre 1987   | J16     | RC Strasbourg       | Ext. | 6 - 0 |                                             | 15e    | 13     | 5 500             |
| 7 novembre 1987   | J17     | Saint-Dizier        | Dom. | 1 - 1 | Mahmoud 57e sur pén                         | 13e    | 14     | 2 446             |
| 14 novembre 1987  | J18     | AEPB La Roche       | Ext. | 3 - 1 | Batelli 55e csc                             | 16e    | 14     | 1 425             |
| 21 novembre 1987  | J19     | EA Guingamp         | Dom. | 3 - 1 | David 67e 78e, Prado 68e                    | 13e    | 16     | 3 846             |
| 28 novembre 1987  | J20     | Valenciennes AC     | Dom. | 0 - 2 |                                             | 16e    | 16     | 3 063             |
| 5 décembre 1987   | J21     | Melun-Fontainebleau | Ext. | 3 - 1 | Jéhel 45e                                   | 18e    | 16     | 665               |
| 12 décembre 1987  | J22     | Stade de Reims      | Dom. | 0 - 0 |                                             | 16e    | 17     | 1 568             |
| 24 février 1988   | J23     | SM Caen             | Ext. | 2 - 0 |                                             | 17e    | 17     | 3 045             |
| 27 février 1988   | J24     | Stade Quimpérois    | Dom. | 1 - 4 | Mahmoud 44e                                 | 17e    | 17     | 3 459             |
| 5 mars 1988       | J25     | SCO Angers          | Ext. | 2 - 1 | Colas 22e                                   | 17e    | 17     | 1 845             |
| 19 mars 1988      | J26     | AS Beauvais         | Dom. | 1 - 0 | Prado 63e                                   | 17e    | 19     | 1 143             |
| 2 avril 1988      | J28     | Abbeville           | Dom. | 1 - 1 | Mahmoud 19e                                 | 17e    | 20     | 2 034             |
| 9 avril 1988      | J29     | Stade rennais       | Ext. | 1 - 0 |                                             | 17e    | 20     | 7 479             |
| 16 avril 1988     | J30     | Dunkerque           | Dom. | 1 - 1 | Charrier 63e                                | 18e    | 21     | 1 887             |
| 26 avril 1988     | J27     | FC Mulhouse         | Ext. | 5 - 1 | Prado 33e                                   | 18e    | 21     | 1 500             |
| 29 avril 1988     | J31     | AS Nancy-Lorraine   | Ext. | 5 - 1 | Marx 14e                                    | 18e    | 21     | 2 600             |
| 7 mai 1988        | J32     | RC Strasbourg       | Dom. | 1 - 0 | David 80e                                   | 16e    | 23     | 1 489 + 2 000 sco |
| 14 mai 1988       | J33     | Saint-Dizier        | Ext. | 3 - 0 |                                             | 17e    | 23     | 1 163             |
| 21 mai 1988       | J34     | FC Rouen            | Dom. | 2 - 5 | David 32e, Gourvennec 83e                   | 18e    | 23     | 700               |

### Coupe de France
| Date             | Tour    | Adversaire            | Lieu          | Score    | Buteurs                  | Public |
| 19 décembre 1987 | 7e tour | AC Saint-Nazaire (DH) | Saint-Nazaire | 2 - 0 ap | Colas 102e, Mahmoud 109e | 1 346  |
| 21 février 1988  | 8e tour | SO Cholet (D3)        | Lorient       | 1 - 2 ap | Marx 61e                 | 1 892  |